# Emma Thompson

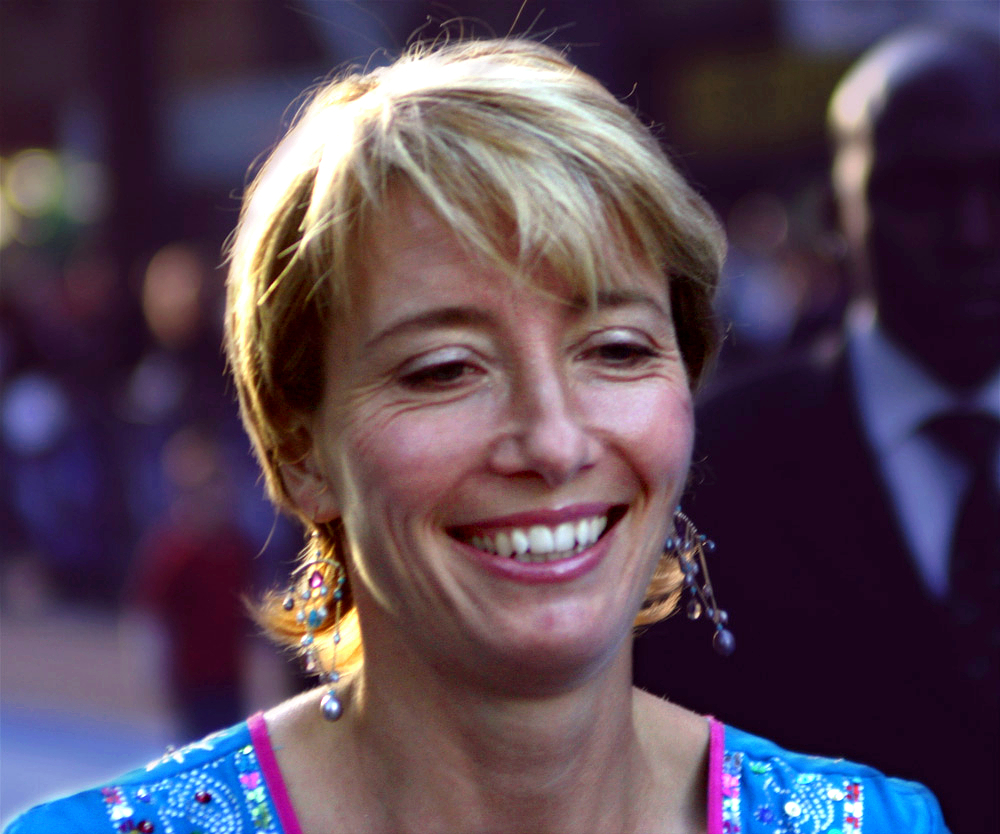
Emma Thompson tijdens de première van Nanny McPhee (2005)

Emma Thompson (Paddington (Londen), 15 april 1959) is een Brits actrice en scenarioschrijfster.

## Biografie
Thompson is een dochter van Eric Thompson (een Engelse acteur bekend van de televisieserie The Magic Roundabout) en Phyllida Law (een Schotse actrice). Haar zus Sophie Thompson is ook actrice.
Thompson ging naar de Camden School for Girls en studeerde vervolgens English Literature aan het Newnham College in Cambridge, waar ze ook lid en vicevoorzitter werd van de Footlights Club, een broedplaats van studententalent. In die tijd ging ze uit met Hugh Laurie. Na haar opleiding werd ze bekend door haar hoofdrol in de BBC-dramaserie Fortunes of War.
Thompsons eerste grote filmrol was in een romantische komedie, The Tall Guy (1989). Haar carrière werd serieuzer gewaardeerd na optredens in films als Howards End (1992), waarvoor ze een Academy Award won als "beste actrice", The Remains of the Day (1993) met als tegenspeler Anthony Hopkins, en Carrington (1995). Haar tweede Academy Award won ze in 1996, voor haar scenariobewerking van Jane Austens Sense and Sensibility, waarin ze ook een hoofdrol speelde. Tot nog toe is Thompson de enige die een Oscar won voor zowel haar acteerwerk als haar schrijfkunst.
In Harry Potter and the Prisoner of Azkaban (2004), Harry Potter and the Order of the Phoenix (2007) en Harry Potter and the Deathly Hallows part 2 (2011) speelde ze de rol van Sybilla Zwamdrift.
Thompson schreef het scenario voor Nanny McPhee (2005) en speelde er de titelrol in.
In 2010 kreeg ze een ster op de beroemde Hollywood Walk of Fame.
In 2013 kreeg ze lof en verscheidene prijzennominaties voor haar vertolking van auteur P. L. Travers in de film Saving Mr. Banks, die was gebaseerd op de waargebeurde gebeurtenissen omtrent het schrijven en produceren van de Disney-film Mary Poppins uit 1964.

### Privéleven
Thompson trouwde op 20 augustus 1989 met de acteur Kenneth Branagh, met wie ze in de mini-televisieserie Fortunes of War (1987) speelde. Ze speelden ook in verschillende andere succesvolle films, zoals Henry V (1989), Dead Again (1991) en Much Ado About Nothing (1993). Ze scheidden in oktober 1995.
In 2003 hertrouwde Thompson met de acteur Greg Wise, met wie ze in 1999 een dochter kreeg, Gaia Romilly.

## Prijzen
- 1992 - Academy Award voor beste actrice - Howards End
- 1996 - Academy Award voor beste scenario - Sense and Sensibility